# 雷鎮華
雷鎮華（?—?），陝西省同州府朝邑縣人，清朝政治人物、進士出身。
光緒二十一年（1895年），参加光緒乙未科殿試，登進士二甲8名。同年五月，改翰林院庶吉士。光緒二十九年四月，散館，著以知县即用。